# Travisiopsis lobifera
Travisiopsis lobifera é uma espécie de anelídeo pertencente à família Typhloscolecidae.
A autoridade científica da espécie é Levinsen, tendo sido descrita no ano de 1885.
Trata-se de uma espécie presente no território português, incluindo a sua zona económica exclusiva.